# 草加市立花栗中学校
草加市立花栗中学校（そうかしりつ はなぐりちゅうがっこう）は、埼玉県草加市花栗にある公立中学校。　

## 沿革
- 1977年4月1日 - 栄中学校より分離し開校。開校時の生徒数は700名。
- 1984年11月13日 - 文部省指定道徳教育推進研究発表会
- 1988年8月21日 - 全国中学校女子バレーボール大会優勝
- 1992年11月11日 - 文部省指定心身障害児理解教育研究発表会
- 2000年11月11日 - 埼玉県進路指導研究会委嘱による研究発表会
- 2001年11月30日 - 草加市教育委員会委嘱「健康・体力向上」研究発表会
- 2004年3月31日 - 特色ある学校づくり事業による中庭「夢空間」の整備
- 2006年4月14日 - 「草加っ子の基礎・基本」にかかわる研究奨励校
- 2007年11月13日 - 草加市教育委員会委嘱「学びの基礎づくり」研究発表会
- 2011年8月31日 - 北校舎・南校舎耐震工事が完了する。
- 2016年10月15日 - 開校40周年記念行事・式典

## 主な卒業生
- 永井敦士（プロ野球選手、所属：広島東洋カープ）